# Seoraksan
Seoraksan (설악산 em coreano) é a montanha mais alta dos montes Taebaek (태백산맥 em coreano) na província de Gangwon, na Coreia do Sul. É a terceira mais alta montanha do país, após o Hallasan e o Jirisan. 

Ele está localizado em um parque nacional próximo à cidade de Sokcho . Depois do vulcão Hallasan na Ilha de Jeju e Jirisan no sul. O Pico Daechongbong (대청봉) de Seoraksan atinge 1.708 metros (5.603 pés). A montanha às vezes é considerada a espinha dorsal da Coreia do Sul. 

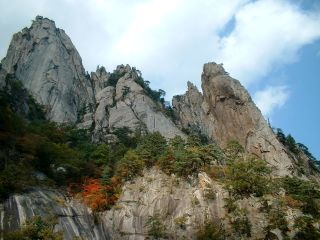
Cume da montanha

## Geografa
Seoraksan é dividido em Naekseorak (Inner Seorak), Oaeseorak (Outer Seorak) e Namseorak (South Seorak).

### Naeseorak (Inner Seorak)
A área pertencente a Inje-gun no noroeste e Pico Daecheongbong é chamada Naeseolak,
Naeseorak oferece várias vistas do vale, incluindo o Vale Baekdam, Vale Gaya-dong, Vale Gugokdam, Vale Gugokdam, 12 Seonnyeondang, Cataratas Daeseung e Fortaleza Yongajangseong. Além do Vale Cheonbul-dong, é fácil acessar a Rocha Ulsan, a Fortaleza Gwongeumseong, a Caverna Geumgang, as Cataratas Biryong e as Cataratas Toseong. 

### Oaeseorak (Outer Seorak)
Oaeseorak é a área pertencente à cidade de Sokcho em direção ao leste. Possui percursos de caminhada mais fáceis e é uma das áreas mais acessadas do parque. 

## Fauna e Flora
Foi designada como Monumento Natural No.171 em 1965, e como um parque nacional no Monte Seorak em 24 de março de 1970.  Em agosto de 1982, a UNESCO designou a área como reserva da biosfera. 
Dependendo do clima e das características, as feições biológicas da montanha possuem diferentes ecossistemas. Enquanto o clima do interior é composto por encostas suaves e espessas camadas de solo, a floresta é abundante e a forma animal é abundante, o afloramento é um clima marinho, o que torna o terreno íngreme e a visitação frequente, o que é menos formal. Plantas e animais raros vivem na natureza, incluindo monumentos naturais, como cabras da montanha e ursos de peito em meia-lua.
A biosfera do Monte. Seolak é composto por diferentes ecossistemas de acordo com o clima e características. É um clima interior com encostas suaves e espessas camadas de solo que são ricas em florestas e ricos em habitats de animais, enquanto as conchas de ostra têm um clima marinho com encostas íngremes e poucos visitantes. É o lar de plantas e animais raros, incluindo monumentos naturais como cabras e ursos.

## Caminhos e Trilhas

### Outer Seorak Distrito
Artigo principal: Ulsanbawi
A cachoeira Yukdam e a cachoeira Biryeong (비룡 폭포) estão localizadas no lado esquerdo do vale, a cerca de quarenta minutos a pé do estacionamento principal. Ulsanbawi (울산 바위) é uma formação rochosa no parque nacional Seoraksan.  A forma de Ulsanbawi é única na área. Para chegar às rochas, você precisa seguir uma trilha de caminhada e subir mais de 800 degraus (na verdade são 888 degraus, de acordo com os moradores). No caminho para lá, há dois templos e uma rocha esférica ( Heundeulbawi , 흔들 which) que está localizada no topo de uma rocha maior.  Esta rocha tem cerca de 5 metros (16 pés) de altura e pode ser movida com algum esforço. Milhares de pessoas já tentaram derrubar Heundeulbawi, mas ninguém vai além de balançar a pedra.

#### Legend of Ulsanbawi [
De acordo com a lenda, Ulsanbawi vem da cidade de Ulsan, no sudeste da Coreia. Quando Kumgangsan (금강산) foi construída, Ulsanbawi caminhou para o norte como representante da cidade. Infelizmente Ulsanbawi chegou tarde demais e não havia mais espaço. Ulsanbawi ficou envergonhado e caminhou lentamente de volta para o sul. Uma noite, a rocha adormeceu na área de Seorak. Ulsanbawi sentiu que era tão bonito por lá que decidiu ficar para sempre. 
No final do vale principal está Biseondae, uma plataforma de rocha em um riacho. Acima do riacho há uma caverna de difícil acesso, que oferece uma visão clara das formações rochosas circundantes.
Um pouco mais longe da entrada está o Vale dos Mil Budas (천불동 계곡), o vale principal da Montanha Seorak, também conhecido como Vale Seorak. O vale recebeu esse nome porque as formações rochosas que revestem seus lados lembram uma linha de estátuas de Buda.

### Dinosaur Ridge
Artigo principal: Dinosaur Ridge (Gangwon)
O Dinosaur Ridge (공룡 능선) é o cume em Seoraksan que se estende de Mardeungyeong a Sinam.  É um dos tesouros cênicos culturais da Coréia, tendo sido designado como o 103º tesouro em 2013.  Ele ganhou esse nome devido aos picos das montanhas no cume que se parecem com as costas de um dinossauro pontudo.  O percurso é muito árduo, com picos íngremes que exigem uma caminhada de mais de 16 horas para percorrer o percurso.  É listado entre os cursos de montanha mais difíceis de escalar na Coréia.  Por isso, os acidentes por exaustão são muito comuns, principalmente no inverno. Um incidente em dezembro de 1993 deixou 2 estudantes universitários mortos por se perderem à noite e sofrerem hipotermia. 